# 中国石油天然気

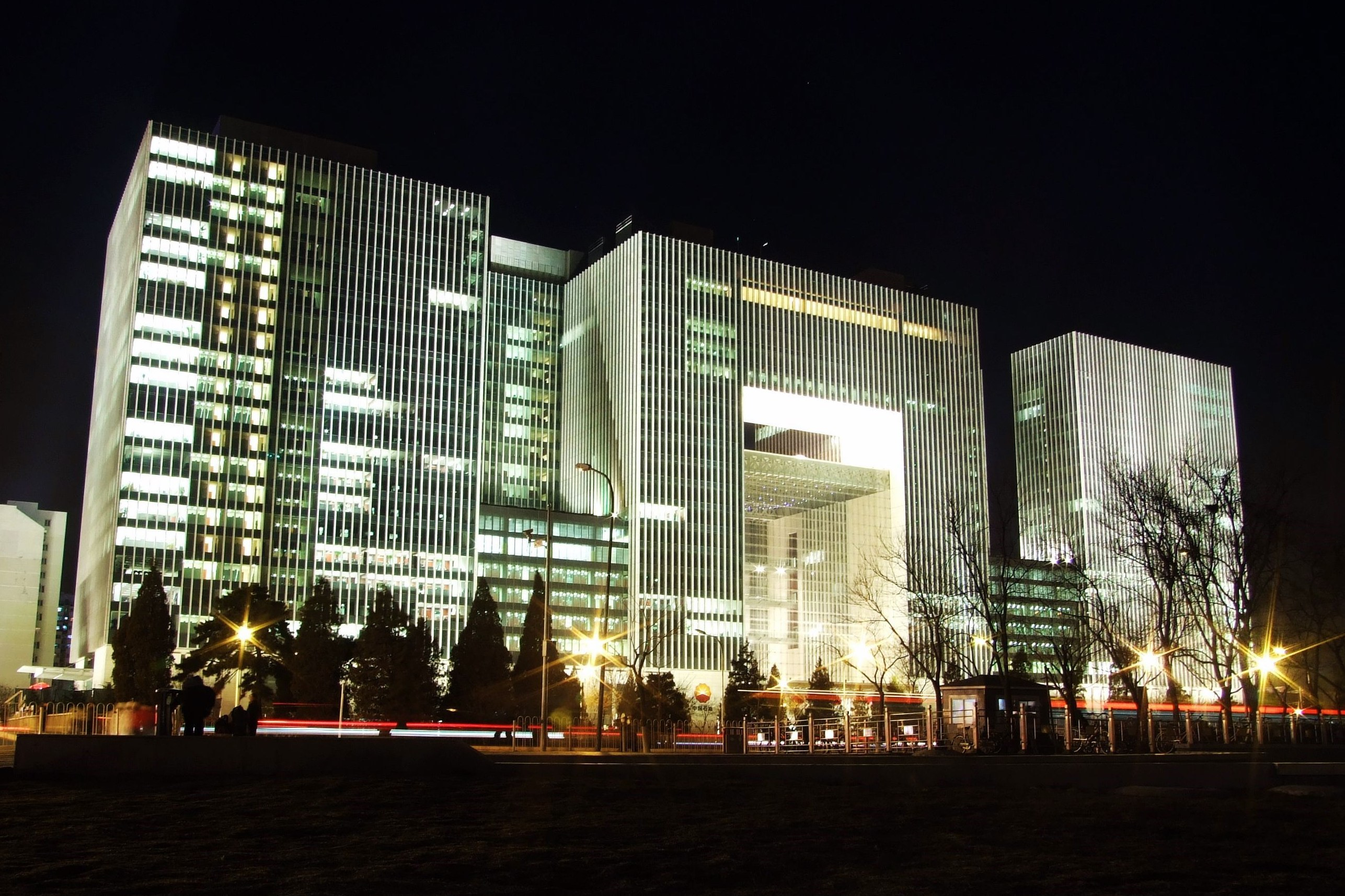
中国石油北京市東城区東直門本社ビル

中国石油天然気股份有限公司（ちゅうごくせきゆてんねんき、英文社名：PetroChina Company Limited）は、中華人民共和国の石油会社。略称は中国石油、または英社名からペトロチャイナ。中華人民共和国北京市に本社をおく石油会社である。
同社事業の中核を担う大慶油田（黒竜江省）を中心に原油の生産を行うほか、新疆ウイグル自治区や四川省で油田、天然ガスの探査・開発を実施。また、グループ全体で石油精製、流通、石油化学製品の製造販売を手がける。海外、特にアフリカに進出し、スーダンなどでの大量の石油の買い付けで有名である。

## 歴史
1999年に、中国石油天然気集団公司の採算性の高い現業部門を民営化したことにより創業。体制上は中国石油天然気集団公司の子会社の一つであるが、グループの大宗を占める。なお、非採算分野は中国石油天然気集団公司（国営企業）のまま現存する。2000年に香港証券取引所に、その後ニューヨーク証券取引所（ティッカーシンボル:PTR）にも上場。

## 体制
社外取締役に外国人を起用するほか、顧問にヘンリー・キッシンジャー元アメリカ合衆国国務長官を据えたことでも知られる。役員報酬は株価と連動しており、国営企業の面影は全くない。

## 業務提携
国内で17,000軒規模のガソリンスタンド網を有しており、激しい競争に対抗するため、海外の石油流通企業と業務提携しノウハウの修得を進めている。2004年に山東省のスタンドでBPと、2006年には北京市のスタンドで新日本石油と、2014年には福建省のスタンドで台湾中油と共同出店を行っている。